# Південні слов'яни
Південні слов'яни — підгрупа слов'янських народів та племен, яка визначається спільними географічними та мовними ознаками.
До південнослов'янських народів належать: серби, хорвати, македонці, болгари, словенці, чорногорці, боснійці.

## Історія

### Ранні часи
Мало що відомо про слов'ян до V століття нашої ери. Їх історію до цього можна умовно припустили тільки через попередньо індо-європейські археологічні та лінгвістичні дослідження. Багато чого з того, що ми знаємо про історію після VI століття, це з творів візантійських істориків. У своїй роботі «Про будови», Прокопій зображує склавінів (так називали тоді слов'ян-переважно південних), як незвично високих і сильних тілом, із засмагою і червонувато-світлим волоссям, міцним житлом і примітивним життям. Вони жили в хатинах, часто далеких одна від одної, і часто змінювали місце проживання. Вони не були під владою одного лідера, але протягом тривалого часу жили у «демократії». Іоанн Ефеський, у своїй Церковній історії зображує слов'ян як надзвичайно жорстоких людей. Вони, ймовірно, вірили у багатьох богів, але Прокопій говорить, що вони вірили в одного, можливо, вищого бога. Він часто був ідентифікований як Перун, творець блискавки.
Ця інформація витісняється Псевдо-Маврикієм в його роботі Стратегикон, описуючи слов'ян як численних, але неорганізованих, стійких до труднощів і які не дозволяють собі бути в рабстві або бути переможеними. Відсутність розуміння може бути пов'язана з жіночою лінією спадкоємності, яка практикувалася серед південних слов'ян.

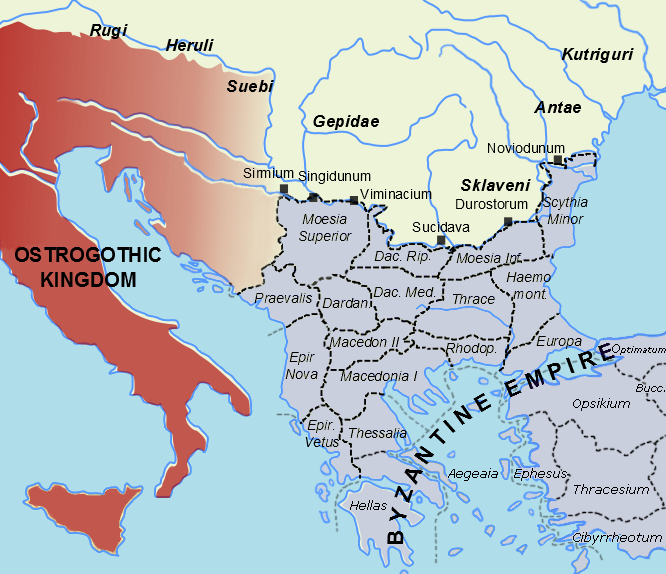
Політії в Південно-Східній Європі в. 520 н. е.

Вони робили свої будинки в лісах, біля річок і водно-болотних угідь/ Йордан стверджує, що слов'яни «мають свої рідні місця на Дунаї, недалеко від північного берега.» Джерелом про ранні слов'янські держави і взаємодію слов'ян з греками написано в праці «Про управління імперією» імператором Костянтином VII Багрянородним, у збірниках «Чудеса Святого Димитрія», Історії Феофілакта Сімокатти і Королівських Франкських анналах.

### Міграції та нова батьківщина

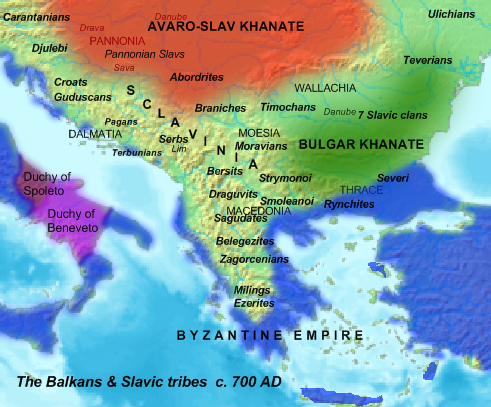
Південні слов'яни приблизно 700 році

Вчені традиційно розміщують слов'янську прабатьківщину в Прип'ятьських боліт в Україні, або як альтернативу між Західним Бугом і Дніпром. У V столітті слов'ян згадують як тих які живуть на північ від Дунаю в письмових джерелах тієї епохи. З V століття, вони поширюються у всіх напрямках. Балкани був одним з регіонів, які лежали на шляху розселення слов'ян. Що стосується згаданого для візантійських хроністів VI століття які писали про слов'ян, Флорін Курта стверджує, що їх «батьківщина» була на північ від Дунаю, а не в районі Прип'яті на сучасному білорусько-українському прикордонні. Він пояснює, що їх мандрівна форма сільського господарства (їм бракувало знань про сівозміну), «можливо, заохочувала мобільність на мікро регіональному масштабі». Матеріальна культура від Дунаю свідчить, що існує еволюція слов'янського суспільства між початком VII століття і в VIII столітті. Після того, як візантійці знову покращили дунайську оборону в середині VI століття, вихід слов'ян з розграбованими товарами впав. У відповідь на цю економічну ізоляцію, і зовнішні загрози (наприклад, від аварів і візантійців), сталася політична і військова мобілізація. Археологічні пам'ятки з кінця VII століття показують, що більш ранні поселення почали розвиватися в більш великі громади з диференційованих областях (наприклад відведених місцях для державних свят, а також в для промисла). Як чільні громади, вони прийшли до «втілення колективної зацікавленості і відповідальності» для групи. «Якщо групову особистість можна назвати етнічною, і якщо етнічність можна назвати слов'янською, то це, безумовно, формується в тіні фортеці Юстиніана, не в болотах Прип'яті.»
Візантійці розділяли численні слов'янські племена на дві групи: Склавінів і Антів. Вони обидва вперше зіткнулися в нижньому Придунав'я. Деякі, такі як болгарський учений Василь Златарські, припускають, що перша група оселилася на Західних Балканах, ставши одним з предтеч мовної групи, з якої постали босняки, серби і хорвати, тоді як відгалуження антів оселилися в східних регіонах Балкан, ставши одними із предків болгар. Починаючи з 520-х років  вони почали здійснювати набіги на Візантію зі своєї бази на Дунаї на щорічній основі. Вони поширюються все руйнуючи, захоплюючи здобич і стада великої рогатої худоби, захопивши полонених і займаючи фортеці. Часто, Візантійська імперія була захоплена зненацька, захищаючи свої багаті азійські провінції від арабів, персів і турків. Це означало, що навіть нечисленні, неорганізовані ранні слов'янські набіги були здатні викликати багато труднощів, але не могли призвести до захоплення великих, укріплених міст.
Великомасштабне слов'янське розселення на Балканах починається наприкінці 570-х і на початку 580-х років. Менандр, історик VI століття говорить про 100 000 слов'ян які вторглися у Фракію (хоча, ймовірно, з деяким перебільшенням) і Іллірію, захоплюючі міста та заспокоюються. Ці великомасштабні переміщення населення, пов'язані з приходом обрів, кочової тюркської групи, яка програла війну на сході проти інших кочівників і оселилися в Карпатському басейні, підпорядкувавши безліч дрібних слов'янських племен. Вторгнення також полегшується тим, що Візантійська імперія була втягнута в той час в серію воєн з імперією Сасанидів і не змогла направити війська на Балкани.
В 580-ті роки зі збільшенням кількості слов'янських поселень на Дунаї і збільшенням впливу аварів на слов'ян частота нападів збільшується в результаті постійного переселення. Більшість вчених вважають період 581-584 років як початок масштабного слов'янського переселення на Балкани. Приблизно в цей же час, хроніка відома як «Чудеса святого Димитрія» говорить про масштабне слов'янське переселення в район міста Салоніки, хоча слов'янам так і не вдалося взяти саме місто. У 591 році, візантійці закінчили війну з персами і серйозно спробували відновити північний кордон виступом імператора Маврикія, який був досвідченим стратегом. Незважаючи на те, що похід був в основному успішним, Маврикію не вдається повністю усунути аварів, і в кінцевому підсумку він був повалений і убитий в 602 році (частково через його відмову у викупі великої кількості полонених, які були потім убиті аварами). Війна з персами скоро знову спалахнула, і північна межа впала ще раз.

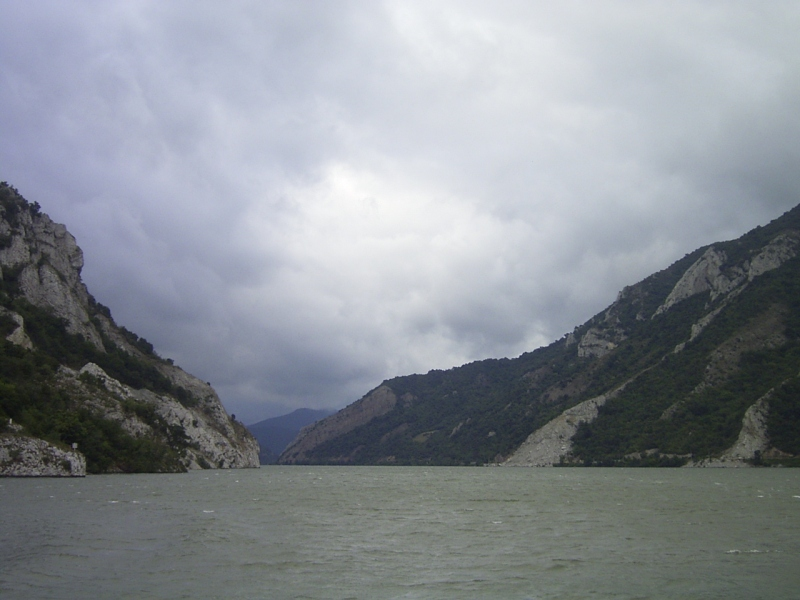
Залізні Ворота на сербсько-румунському кордоні.

Авари прибули в Європу наприкінці 550-х років. Хоча їх влада не буде довго тривати, авари сильно вплинули на події на Балканах. Вони оселилися в Карпатському басейні, на захід від головних слов'янських поселень. Вони розгромили Гепідське королівство (германське плем'я) і виштовхнули лангобардів в Італію, по суті відкривши західні Балкани. Вони поширювали, свою владу на багатьох слов'ян, які були розділені на численні дрібні племена. Багато слов'ян було переселено в аварські табори в Карпатському басейні і були сформовані в ефективну піхоту. Інші слов'янські племена продовжували нападати самостійно, то координуючи атаки як союзники аварів. Інші все ще розселялися в імперських землях, після того як вони втекли від аварів. Авари і союзні їм слов'яни, як правило, зосереджувались на західних Балканах, в той час як незалежні слов'янські племена переважали на сході. Після невдалої облоги Константинополя в 626 році, вплив аварів зменшився, і каганат був ослаблений через війни між аварами та їх клієнтами булгарами і слов'янами. Їхнє правління розповсюджувалося на регіоні Карпатського басейну. Археологічні дані показують, що було змішання слов'янської, аварської і навіть ґепідської культур, припускаючи, що пізні авари були об'єднанням різних народів. Аварський каганат остаточно впав після поразок від франків, булгар і слов'ян (бл. 810 року), і авари перестали існувати. Те, що залишилося від аварів було поглинене слов'янами і булгарами.
В праці «Про управління імперією», візантійський імператор Костянтин VII Багрянородний згадує Білу Хорватію (спочатку Βελοχρωβάτοι i Χρωβάτοι) як місце, з якого, в VII столітті, частина хорватських племен почали свій шлях на Балкани (більш конкретно- в сьогоднішню Хорватію та Боснію і Герцеговину) після того як вони були запрошені Візантійською імперією (імператор Флавій Іраклій Август), щоб захистити свої кордони. Ранньою хорватською державою було князівство в Далмації. Трпимир Далматинський був князем хорватів у 852 році. В 925 році хорватський князь Томіслав з династії Трпимировичів об'єднав усіх хорватів і перетворив Хорватію в королівство. Він реорганізував країну за рахунок приєднання частини князівства Паннонії, а також підтримання тісних зв'язків з населеними південнослов\янськими племенами Паганією і Захумлєм.
До 700 року н. е., слов'яни поселилися на більшій частині Балкан, також на сучасній території Австрії на Пелопоннесі, і від Адріатики до Чорного морів, за винятком прибережних районів і деяких гірських районів Грецького півострова. Поселення були далеко не однорідними, проте, з основних маршрутів (наприклад, в долині Морави), відчуваються великі поселення. Проте, археологічні сліди слов'янського проникнення на Балкани мізерні, особливо в період до VIII століття. Це привело вчених під сумнів точність історичних джерел, часто описуючи масштабні поселення слов'ян на Балканах у тому числі південній Греції.

### Сучасні слов'янські народи

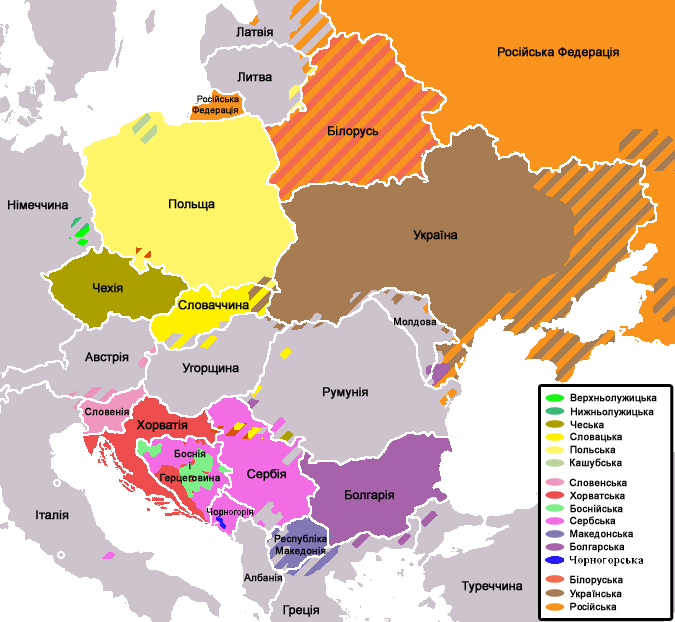
Слов'яни

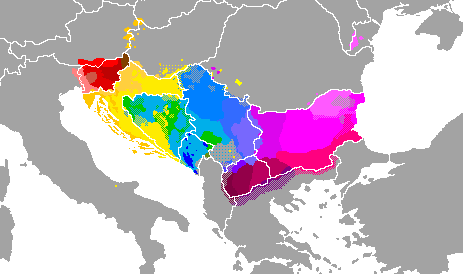
Південні слов'яни

До південних слов'ян відносяться сучасні народи:
південно-східна група
- болгари
  - помаки
  - Болгари Бессарабії
  - банатські болгари
- македонці
  - торбеши

південно-західна група
- босняки
- серби
  - горанці
- словенці
  - прекмурці
  - рез'янці
  - венеціанські словенці
  - словенці Каринтії
- хорвати
  - бунєвці
  - хорвати Бурґенланда
  - янєвці
  - молізькі хорвати
  - крашовани
  - шокці
  - далматінці
  - істрійці
- чорногорці
  - потуреченці

Історичні племена, які відносяться до південних слов'ян:
- захлумляни
- неретвяни